# Galleh
Galleh (Namensvarianten: Galleh Manda und Galleh Wollof) ist eine Ortschaft im westafrikanischen Staat Gambia.
Nach einer Berechnung für das Jahr 2013 leben dort etwa 2098 Einwohner, das Ergebnis der letzten veröffentlichten Volkszählung von 1993 betrug 1468.

## Geographie
Galleh liegt am südlichen Ufer des Gambia-Flusses in der Central River Region, Distrikt Fulladu West.